# تیلور تاونزند (تنیس‌باز)
 تیلور تاونزند (انگلیسی: Taylor Townsend؛ زاده ۱۶ آوریل ۱۹۹۶) یک تنیس‌باز اهل ایالات متحده آمریکا است.